# Glenn Howerton
Glenn Franklin Howerton III (nascido em 13 de abril de 1976) é um ator, produtor, diretor e roteirista norte-americano de televisão e cinema. Ele é mais conhecido por interpretar o personagem Dennis Reynolds na sitcom de sucesso do canal FX, It's Always Sunny in Philadelphia, da qual ele também é roteirista e produtor executivo. Howerton também interpreta o professor Jack Griffin na série A.P. Bio (Brasil: Biologia Avançada / Portugal: A.P. Bio), da NBC. Ele também interpretou Howard Corey na sitcom That '80s Show, e fez parte do filme de terror The Strangers (br/pt: Os Estranhos), em 2008. Em 2023, estrelou no filme de comédia dramática biográfica BlackBerry.

## Biografia
Howerton nasceu em Okinawa, no Japão, em 13 de abril de 1976. Filho de pais americanos, Janice e Glenn Franklin Howerton, Jr., um piloto de caça, a família mudou-se para o Arizona pouco tempo após seu nascimento, e, depois, para Novo México, por um breve período. Dos três aos sete anos de idade, Howerton viveu com sua família na pequena cidade de Felixtowe, na Inglaterra. Posteriormente, morou no estado da Virginia; em Seoul, na Coreia do Sul e, finalmente, em Montgomery, Alabama, quando o ator tinha dez anos de idade.
Formou-se na Jefferson Davis High School, em Montgomery, e posteriormente, foi para a New World School of the Arts em Miami, Florida por dois anos. Conquistou seu Bacharelado em Belas Artes na Juilliard School, na cidade de Nova York, onde estudou de 1996 a 2000. Após a graduação, trabalhou como professor de teatro durante seus verões no French Woods Festival of the Performing Arts in Hancock, em Nova York.

## Carreira
Em 2002, Howerton estrelou como Corey Howard em That 80's Show. Em 2003, fez participação especial em ER como o Dr. Nick Cooper (seis episódios). Também teve pequenos papéis nos filmes Serenity (2005), Must Love Dogs (2005), Two Weeks (2006) e The Strangers (2008). Howerton também estrelou como um enfermeiro da sala de emergência em Crank (2006), e reprisou o papel na sequência Crank: High Voltage.
Howerton é mais conhecido por seu papel na sitcom It's Always Sunny in Philadelphia, do canal FX, onde, desde 2005, dá vida ao personagem Dennis Reynolds, um bartender narcisista e galanteador. Ao lado de Rob McElhenney e Charlie Day, o trio compõe parte do elenco principal, bem como são cocriadores, roteiristas e produtores executivos da série. Na 14ª temporada da sitcom, Howerton também dirigiu dois episódios, "The Gang Chokes" e "The Gang Gets Romantic". Em dezembro de 2021, após o lançamento de sua 15ª temporada, It's Always Sunny in Philadelphia tornou-se a comédia em live-action mais longa da história da TV norte-americana. 
Em 2008, Howerton cocriou a série de comédia e ficção científica Boldly Going Nowhere, também em parceria com Day e McElhenney - o piloto da série, porém, foi permanentemente arquivado. Ele também teve um papel recorrente na série de animação The Cleveland Show, de 2009 a 2013, como Ernie Krinklesac, o filho de Lester. 
Seu primeiro papel principal em um filme veio em 2013, com o filme Coffee Town, produção do site de comédia CollegeHumor, onde estrelou ao lado de Steve Little e Ben Schwartz. Pouco tempo depois, Howerton garantiu papéis recorrentes nas séries The Mindy Project, comédia da Fox, estrelando como Cliff Gilbert, de 2013 a 2017; na série da FX, Fargo, como Don Chumph, em 2014, e na comédia dramática House of Lies, do canal Showtime, como Seth Buckley, em 2016. 
Seu próximo grande papel na televisão veio em 2018, quando conquistou o papel principal na série de comédia Biologia Avançada (A.P. Bio), da NBC. Na série, Howerton protagoniza Jack Griffin, um arrogante acadêmico de Harvard que perde seu emprego como professor de filosofia e se vê forçado a voltar a sua cidade natal, Toledo, e assumir aulas de biologia para o ensino médio. As duas primeiras temporadas da série foram exibidas pela NBC, antes do programa ser cancelado e retomado pela Peacock, o serviço de streaming da NBC, onde teve mais duas temporadas. Em dezembro de 2021, a série foi cancelada definitivamente.
Em 2019, o ator participou do filme de terror estadunidense The Hunt (br: A Caçada). O filme, que conta a história de um grupo de pessoas que são caçadas por membros da elite, teria sua estreia originalmente programada para setembro de 2019, mas teve seu lançamento adiado por conta dos tiroteios em Dayton e El Paso em agosto de 2019. The Hunt estreou, enfim, em março de 2020, no início da pandemia de COVID-19, que resultou no fechamento da maioria dos cinemas apenas uma semana após a estreia do filme. 
Em novembro de 2021, Howerton, Day e McElhenney criaram o It's Always Sunny Podcast, programa semanal onde os três atores reassistem e comentam a série It's Always Sunny in Philadelphia. Em junho de 2022, o trio também lançou sua própria marca de whiskey, Four Walls Whiskey.
Em outubro de 2022, Howerton foi selecionado para o elenco da série animada Velma, produzida pela HBO Max e baseada na franquia de Scooby-Doo, onde dubla e interpreta Fred Jones.
Em agosto de 2022, o ator foi anunciado como coestrela do filme BlackBerry, ao lado de Jay Baruchel. Na produção, que narra a ascensão e queda da empresa canadense de telecomunicações BlackBerry, Howerton dá vida ao cofundador da empresa que produziu o primeiro smartphone do mercado, Jim Balsillie. O filme, que foi lançado dia 17 de fevereiro de 2023 na 73º edição do Festival Internacional de Cinema de Berlim, foi aclamado pela crítica e rendeu ao ator o prêmio de Melhor Ator Coadjuvante da North Texas Film Critics Association e do Hollywood Critics Association Midseason Awards. O ator também recebeu o prêmio de Performance de Destaque em um Filme Canadense, do Toronto Film Critics Association Awards.
Em 2023, Howerton também participou de Fool's Paradise (br: El Tonto), o primeiro longa-metragem de Charlie Day como diretor. 

## Vida pessoal
Casou-se em 8 de setembro de 2009 com a atriz Jill Latiano, que já fez participação especial em um episódio de It's Always Sunny in Philadelphia, no episódio "The D.E.N.N.I.S System". O casal vive em Los Angeles e tem dois filhos, Miles Robert e Isley Ray.
Howerton é um amigo pessoal da banda estadunidense Portugal. the Man, e participou do clipe da música Rich Friends, do álbum Woodstock, em 2018. 

## Filmografia
| Ano           | Título                            | Papel                           | Nota                                                                                    |
| ------------- | --------------------------------- | ------------------------------- | --------------------------------------------------------------------------------------- |
| 2002          | Monday Night Mayhem               | Dick Ebersol                    | Filme para televisão                                                                    |
| 2002          | The Job                           | Young Guy                       | Série de televisão, 1 episódio                                                          |
| 2002          | That '80s Show                    | Corey Howard                    | Série de televisão, 13 episódios                                                        |
| 2002          | That Was Then                     | Noah Benjamin                   | Série de televisão, 1 episódio                                                          |
| 2003          | E.D.N.Y                           | Paul Webster                    | Filme para televisão                                                                    |
| 2003          | ER                                | Dr. Nick Cooper                 | Série de televisão, 6 episódios                                                         |
| 2005-presente | It's Always Sunny in Philadelphia | Dennis Reynolds                 | Elenco principal, produtor, roteirista                                                  |
| 2005          | Must Love Dogs                    | Michael                         |                                                                                         |
| 2005          | Serenity                          | Lilac Young Tough               |                                                                                         |
| 2006          | Crank                             | Doctor                          |                                                                                         |
| 2006          | Two Weeks                         | Matthew Bergman                 |                                                                                         |
| 2008          | The Strangers                     | Mike                            |                                                                                         |
| 2008          | Happy Wednesday                   | Spencer Scott                   |                                                                                         |
| 2009          | Crank: High Voltage               | Doctor                          | Não-creditado                                                                           |
| 2009          | Boldly Going Nowhere              |                                 | Produtor, roteirista                                                                    |
| 2009          | Glenn Martin, DDS                 | Dublador                        | 2 episódios                                                                             |
| 2009          | American Dad!                     | Animal Control Guy #1 (Voz)     | 1 episódio                                                                              |
| 2009-presente | The Cleveland Show                | Ernie Krinklesac, vários papeis | Voz; 30 episódios                                                                       |
| 2010          | Everything Must Go                | Gary                            |                                                                                         |
| 2013          | Coffee Town                       | Will                            |                                                                                         |
| 2014          | The Mindy Project                 | Cliff Gilbert                   | Personagem recorrente na 2ª, 3ª e 6ª temporadas (13 episódios)                          |
| 2014          | Fargo                             | Dom Chumph                      | 5 episódios                                                                             |
| 2016          | House of Lies                     | Seth Buckley                    | 4 episódios                                                                             |
| 2018-2021     | Biologia Avançada                 | Jack Griffin                    | Elenco principal (42 episódios) Coprodutor executivo, produtor (1ª temporada) e diretor |
| 2023          | Velma                             | Fred Jones                      | Voz; elenco principal                                                                   |
| 2023          | El Tonto                          | Gerente de Negócios             |                                                                                         |
| 2023          | BlackBerry                        | Jim Balsillie                   |                                                                                         |